# Porphyrio kukwiedei
El calamón de Nueva Caledonia (Porphyrio kukwiedei ) es una especie extinta de ave de la familia Rallidae. Era endémica de Nueva Caledonia.
La especie fue descrita en 1989 a partir de restos subfósiles hallados en la isla de Grande Terre (Nueva Caledonia). Pese a que solo se conoce en el registro subfósil, es posible que el calamón de Nueva Caledonia haya sobrevivido hasta tiempos relativamente recientes, suposición basada en un pasaje de 1860 en el que Verreaux y Des Murs afirman que un ave del tamaño de un pavo, que los locales llamaban N'dino, habitaba en los pantanos de Nueva Caledonia.
El nombre específico de P. kukwiedei proviene del nombre de una divinidad local (Kukwiede) asociada a una leyenda que llevó al descubrimiento de yacimientos de huesos en la bahía de Kanumera (isla de Los Pinos).